# Scepter Records
Scepter Records est un label discographique américain fondé en 1959 par Florence Greenberg.

## Histoire
Scepter Records est fondé en 1959 par Florence Greenberg avec un capital de départ de 4 000 dollars, qu'elle libère du label Tiara Records à Decca Records. Auparavant, Tiara avait publié le premier petit succès du groupe de soul The Shirelles. Après que les Shirelles de Decca ne puissent plus répéter ce succès, elles quittent Decca. Greenberg, qui dirigeait toujours les Shirelles, voulait maintenant commercialiser elle-même les chansons des Shirelles et fondait Scepter Records.
En 1962, la filiale Wand Records est fondé. Dans les années 1960, sur Scepter Records, apparaissaient principalement des artistes de soul comme les Isley Brothers, le Circus 2000 (it) et Dionne Warwick, et non seulement, mais aussi des enregistrements de jazz, blues et rock, tels que celles de B. J. Thomas, Big Bill Broonzy et Thelonious Monk ou une reprise de Venus in Furs. Scepter Records devient une société de 75 employés, plusieurs sections de gospel et musique classique, ses propres studios de publication et d'enregistrement. En 1976, le label est vendu peu de temps avant la faillite avec une perte considérable et Springboard International.
En 1965, Scepter déménage ses bureaux au 254 West 54th Street à Manhattan, New York (un bâtiment aujourd'hui célèbre pour abriter la légendaire discothèque Studio 54). Le bâtiment comprenait un entrepôt et son propre studio d'enregistrement. Bien que peu d'albums aient été enregistrés aux studios Scepter, l'un d'entre eux est l'influent album de rock expérimental The Velvet Underground and Nico, dont une grande partie a été enregistrée en avril 1966 par l'ingénieur John Licata sous la supervision d'Andy Warhol et de Norman Dolph.
Scepter est l'une des premières maisons de disques à sortir des singles de 12 pouces destinés au marché naissant du disco Au cours de cette renaissance de la maison de disques pendant l'ère du disco dans les années 1970, le label a accueilli LTG Exchange, South Shore Commission, Ultra High Frequency, General Crook, Southside Movement, Aramada Orchestra et Bobby Moore.
Son principal producteur, Luther Dixon, reste inégalé dans son domaine en tant qu'auteur-compositeur pendant des années. C'est chez Scepter que Burt Bacharach s'est fait connaître en tant qu'auteur-compositeur et producteur.
En 1976, Greenberg décide de se retirer des affaires et vend ses labels à Springboard International. Lorsque Springboard fait faillite, Gusto Records acquiert le catalogue. Dionne Warwick s'est arrangée pour acheter ses propres masters, et les Kingsmen ont obtenu le contrôle de leurs masters à l'issue d'un procès très médiatisé.

## Artistes
- Maxine Brown
- B.T. Express
- Circus 2000 (pour l'Italie)
- Joey Dee and the Starliters
- The Esquires
- The Guess Who
- Roy Head
- Tommy Hunt
- The Independents
- The Isley Brothers
- Chuck Jackson
- The Kingsmen
- Loretta Long
- LTG Exchange
- Jimmie Raye
- The Rocky Fellers
- The Shirelles
- South Shore Commission
- Tammi Terrell
- B. J. Thomas
- Ultra High Frequency
- Dionne Warwick
- Iva Zanicchi (pour l'Italie)